# NGC 193
NGC 193 ist eine elliptische Radiogalaxie vom Hubble-Typ E/SB0 im Sternbild Fische auf der Ekliptik. Sie ist schätzungsweise 202 Millionen Lichtjahre von der Milchstraße entfernt und hat einen Durchmesser von etwa 85.000 Lichtjahren. 

Im selben Himmelsareal befinden sich die Galaxien NGC 199, NGC 202, NGC 203, NGC 204.
Das Objekt wurde am 21. Dezember 1786 von dem deutsch-britischen Astronomen Wilhelm Herschel entdeckt.

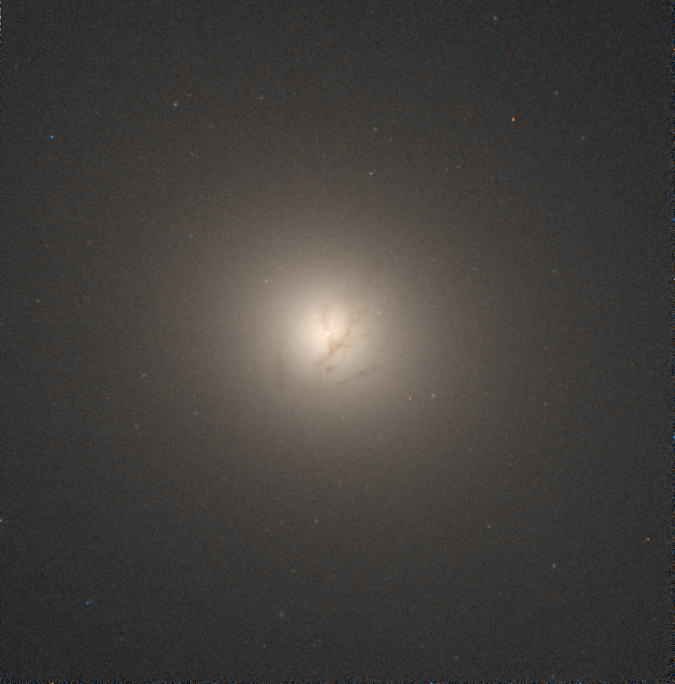
Eine hochaufgelöste Aufnahme des Hubble-Weltraumteleskops des Zentrums von NGC 193 zeigt dort vorhandene Staubwolken